# Gledališče Nelum Pokuna Mahinda Radžapaksa
Gledališče Nelum Pokuna Mahinda Radžapaksa, tudi Lotosov ribnik (Mahinda Radžapaksa je bivši predsednik Šrilanke; singalsko නෙළුම් පොකුණ මහින්ද රාජපක්ෂ රඟහල), pogosto preprosto Gledališče Nelum Pokuna, pred otvoritveno slovesnostjo Narodno gledališče scenskih umetnosti, je center za uprizoritvene umetnosti v mestu Kolombo na Šrilanki. Gledališče je bilo odprto 15. decembra 2011. 

## Oblikovanje in funkcije
Arhitekturo stavbe je navdihnil Nelum Pokuna (Lotosov ribnik) iz 12. stoletja v Polonnaruwi.  Omenjeni ribnik, ki ga je zgradil kralj Parakramabahu Veliki, je oblikovan kot stiliziran lotosov cvet z osmimi cvetnimi listi.
Skupni ocenjeni stroški projekta so bili 3080 milijonov LKR (šrilanška rupija).  Vlada Ljudske republike Kitajske je od skupnih stroškov zgradbe zagotovila 2430 milijonov LKR.
Stavba se razprostira na površini več kot 14.000 kvadratnih metrov.
Gledališče je opremljeno z najmodernejšimi napravami, kot je avditorij s 1288 sedeži, knjižnico in prostori za usposabljanje. Stavba je opremljena z glavnim avditorijem in gledališčem na prostem ter možnostjo pretvorbe prednjih stopnic v dodatno gledališče na prostem.
690 kvadratnih metrov premičnega odra v avditoriju vključuje sposobnost dvigovanja in spuščanja orkestrske jame. Obstajajo možnosti za izvajanje izobraževalnih in raziskovalnih dejavnosti. Na voljo je tudi parkirišče za 500 vozil. 

## Zgodovina stavbe
Leta 2005 je Kitajska izrazila pripravljenost za izgradnjo kulturnega gledališča v Kolombu, v spomin na pokojnega moža predsednice Čandrike Kumaratunge, Vidžaja Kumaratungo, ki je bil priljubljen igralec. Temeljni kamen projekta je položila prav ona. Gradnja Narodnega gledališča scenskih umetnosti (National Performing Arts Theatre) se je začela leta 2006 in je trajala štiri leta. Končana je bila približno v začetku leta 2011. Gledališče je bilo odprto decembra 2011. Svečano sta ga odprla predsednik Šrilanke Mahinda Radžapaksa in podpredsednik kitajskega komiteja Sang Chiang.

## Pomembne predstave in dogodki
Za otvoritveno noč so opero izvajali vodilni umetniki iz Šrilanke, kot so Jayantha Chandrasiri, Rohana Weerasinghe in Channa Wijewardena, začenši z izvedbo Jagan Mohini Madura Bashini, avtorja Panditha Amaradeve. Ob odprtju je bila izvedena tudi kitajska opera, ki je prikazala zgodbo o kitajsko-budističnem menihu Fa-Hsienu na Šrilanki v četrtem stoletju. Obe predstavi sta uporabili koncept Seda Mawatha, ki vključuje film in dramo. 
Novembra 2013 je gledališče gostilo prvi simfonični koncert, ki ga je izvedel orkester Commonwealtha, ki ga je vodil James Rosss, s 87 glasbeniki iz Velike Britanije, Indije in simfoničnega orkestra Šrilanke. 
Gledališče Nelum Pokuna je bilo mesto svečane otvoritve srečanja voditeljev držav Commonwealtha 2013.

## Galerija
- Gledališče
- Vhod
- Avditorij
- Pogled na gledališče s ceste
- Otvoritvena predstava
- Nastopajoča na otvoritvi